# Montesquieu-Avantès
Pour les articles homonymes, voir Montesquieu (homonymie).
Montesquieu-Avantès est une commune française située dans le nord-ouest du département de l'Ariège, en région Occitanie. Sur le plan historique et culturel, la commune fait partie du Couserans, pays aux racines gasconnes structuré par le cours du Salat.
Exposée à un climat océanique altéré, elle est drainée par le Volp, le ruisseau de Bize et par divers autres petits cours d'eau. Incluse dans le parc naturel régional des Pyrénées ariégeoises, la commune possède un patrimoine naturel remarquable :  un espace protégé (les « ruisseaux à écrevisses : l'Artix, le Moulicot et le Volp ») et quatre zones naturelles d'intérêt écologique, faunistique et floristique.
Montesquieu-Avantès est une commune rurale qui compte 261 habitants en 2022, après avoir connu un pic de population de 833 habitants en 1851. Elle fait partie de l'aire d'attraction de Saint-Girons. Ses habitants sont appelés les Montesquivais ou Montesquivaises.

## Géographie

### Localisation
La commune de Montesquieu-Avantès se trouve dans le département de l'Ariège, en région Occitanie.
Sur le plan historique et culturel, Montesquieu-Avantès fait partie du Couserans, pays aux racines gasconnes structuré par le cours du Salat (affluent de la Garonne), que rien ne prédisposait à rejoindre les anciennes dépendances du comté de Foix.
Elle se situe à 34 km à vol d'oiseau de Foix, préfecture du département, à 6 km de Saint-Girons, sous-préfecture, et à 5 km de Saint-Lizier, bureau centralisateur du canton des Portes du Couserans dont dépend la commune depuis 2015 pour les élections départementales.
La commune fait en outre partie du bassin de vie de Saint-Girons.
Les communes les plus proches sont : 
Montjoie-en-Couserans (3,9 km), Lescure (4,0 km), Contrazy (4,3 km), Montardit (5,0 km), Saint-Lizier (5,4 km), Lasserre (5,5 km), Gajan (5,8 km), Saint-Girons (6,0 km).
Montesquieu-Avantès est limitrophe de cinq autres communes.
| Contrazy              | Mauvezin-de-Sainte-Croix (par un quadripoint) | Camarade |
| Montjoie-en-Couserans | Montesquieu-Avantès                           |          |
|                       |                                               | Lescure  |

### Superficie et relief
La superficie cadastrale de la commune publiée par l’Insee, qui sert de références dans toutes les statistiques, est de 16,52 km2,. La superficie géographique, issue de la BD Topo, composante du Référentiel à grande échelle produit par l'IGN, est quant à elle de 16,6 km2. Son relief est relativement accidenté puisque la dénivelée maximale atteint 260 mètres. L'altitude du territoire varie entre 430 m et 690 m.

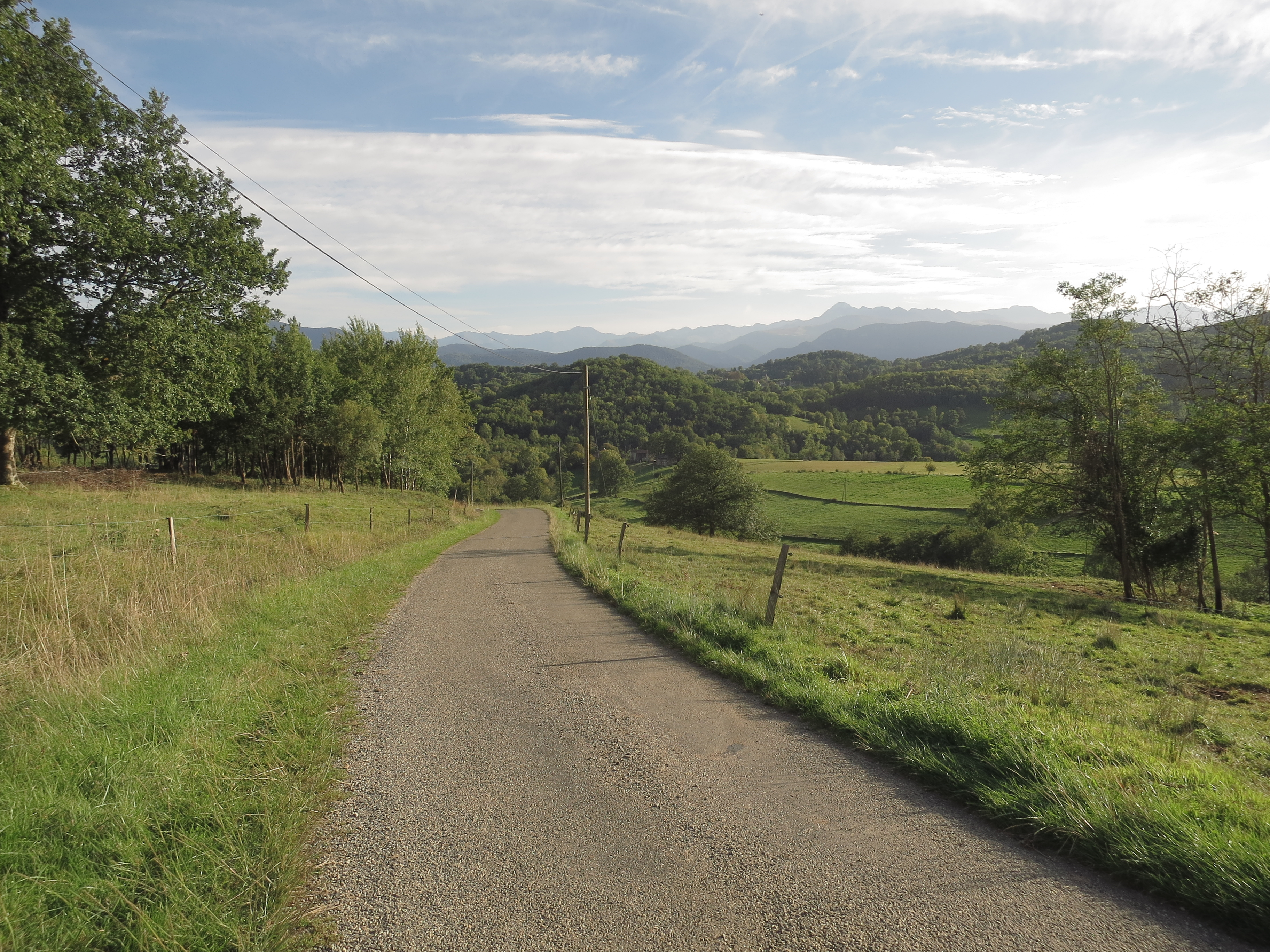
La campagne du piémont pyrénéen ariégeois. Vue vers le sud depuis la route de Férrié (hameau à 1,8 km au nord de Montesquieu).
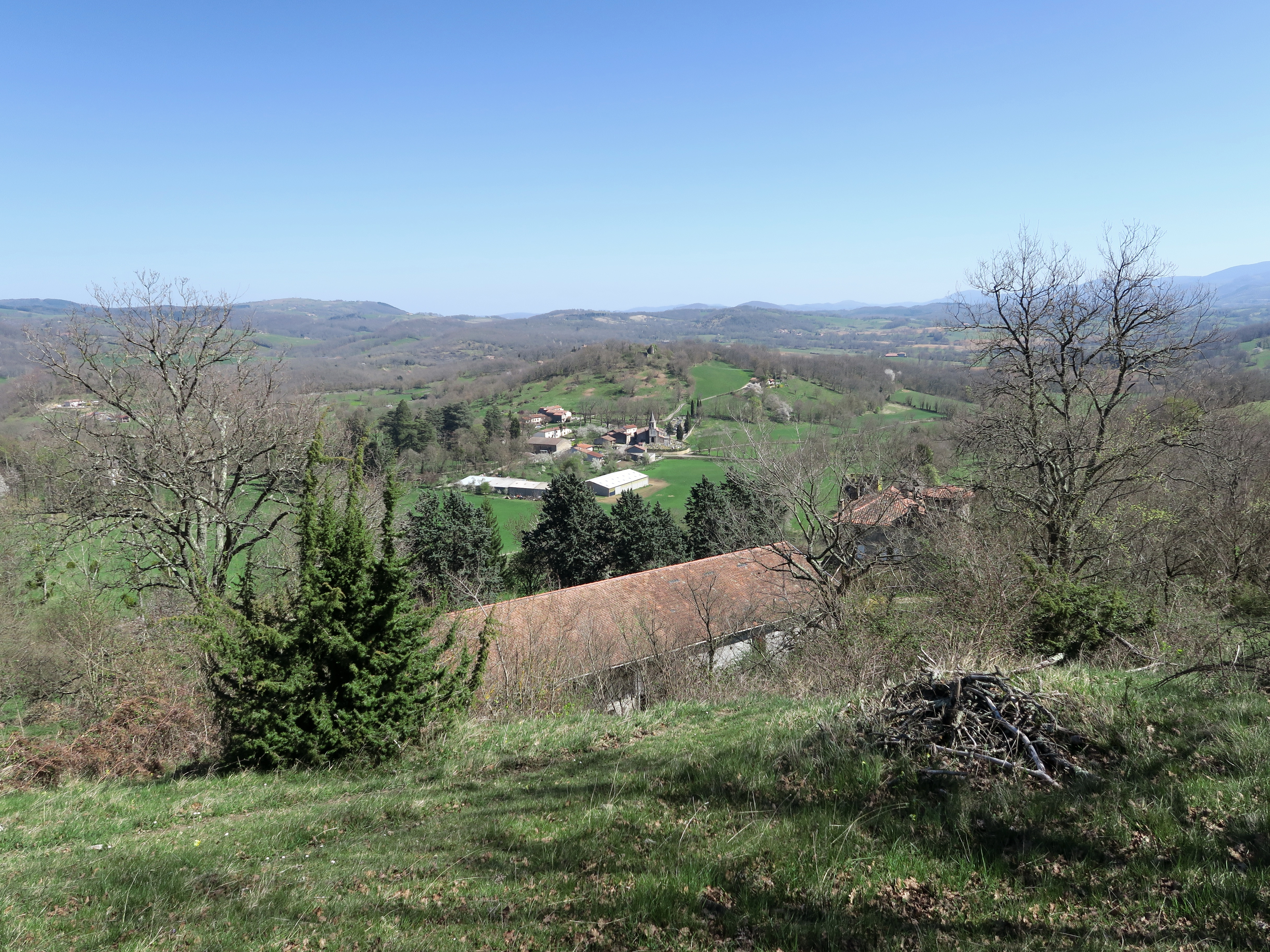
Le village vu depuis la Quère

### Géologie
La commune est située dans les Pyrénées, une chaîne montagneuse jeune, érigée durant l'ère tertiaire (il y a 40 millions d'années environ), en même temps que les Alpes. Les terrains affleurants sur le territoire communal sont constitués de roches sédimentaires datant du Mésozoïque, anciennement appelé Ère secondaire, qui s'étend de −252,2 à −66,0 Ma. La structure détaillée des couches affleurantes est décrite dans les feuilles « n°1056 - Le Mas d'Azil » et « n°1074 - Saint-Girons » de la carte géologique harmonisée au 1/50 000ème du département de l'Ariège, et leurs notices associées,.

### Hydrographie

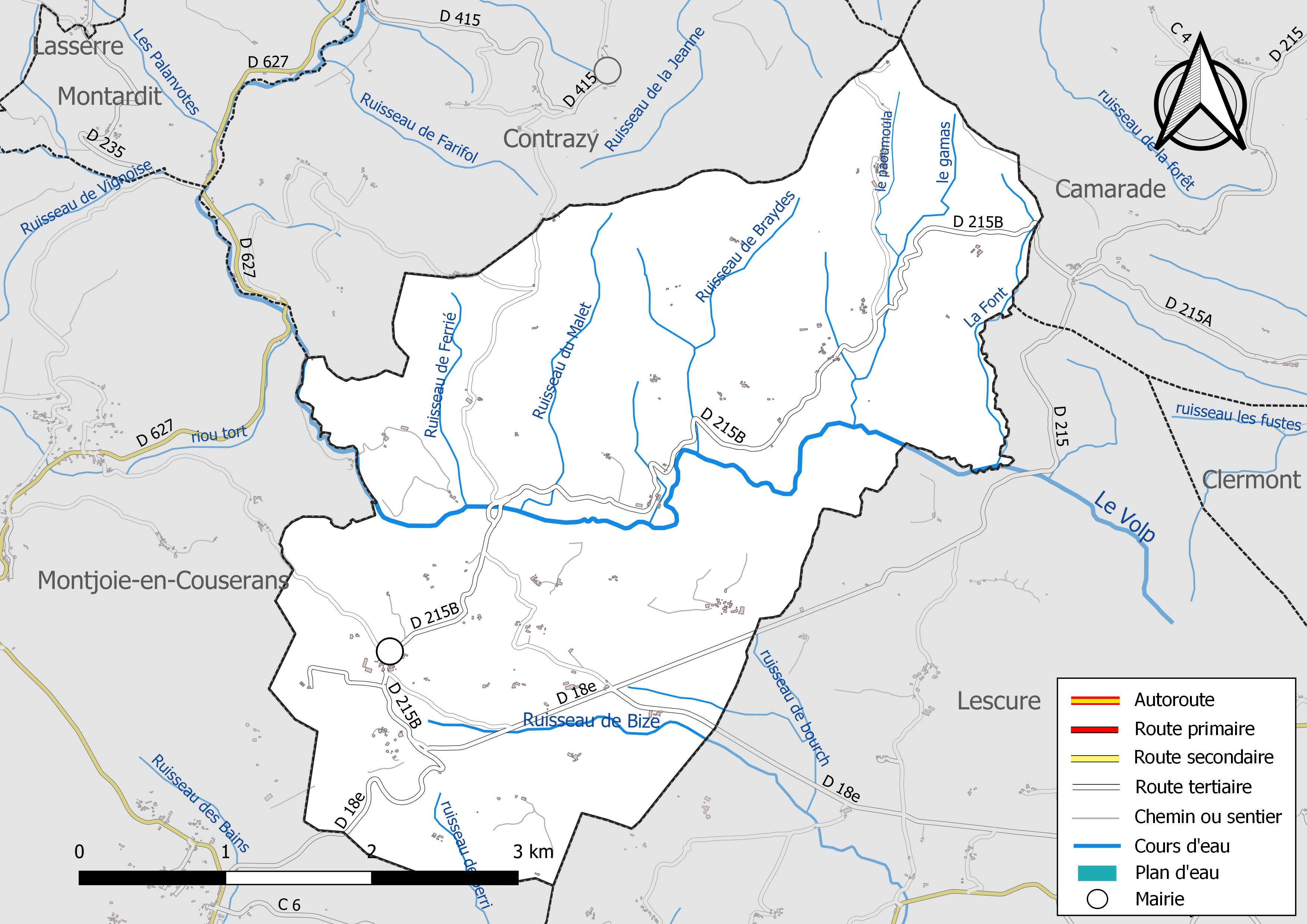
Réseaux hydrographique et routier de Montesquieu-Avantès.

La commune est dans le bassin versant de la Garonne, au sein du bassin hydrographique Adour-Garonne. Elle est drainée par le Volp, le ruisseau de Bize, la Font, le gamas, le ruisseau de Braydes, le ruisseau de Ferrié, le ruisseau de perri, le ruisseau du Malet, le paoumoula et par divers petits cours d'eau, constituant un réseau hydrographique de 23 km de longueur totale,.
Le Volp, d'une longueur totale de 40,3 km, prend sa source dans la commune de Lescure et s'écoule du sud vers le nord. Il traverse la commune et se jette dans la Garonne à Cazères, après avoir traversé 13 communes.

### Climat
Pour des articles plus généraux, voir Climat de l'Occitanie et Climat de l'Ariège.
En 2010, le climat de la commune est de type climat océanique altéré, selon une étude s'appuyant sur une série de données couvrant la période 1971-2000. En 2020, Météo-France publie une typologie des climats de la France métropolitaine dans laquelle la commune est exposée à un climat de montagne et est dans la région climatique Pyrénées centrales, caractérisée par une pluviométrie annuelle de 1 000 à 1 200 mm.
Pour la période 1971-2000, la température annuelle moyenne est de 11,8 °C, avec  une amplitude thermique annuelle de 14,9 °C. Le cumul annuel moyen de précipitations est de 993 mm, avec 9,6 jours de précipitations en janvier et 7,1 jours en juillet. Pour la période 1991-2020 la température moyenne annuelle observée sur la station météorologique la plus proche, située sur la commune de Lorp-Sentaraille à 6 km à vol d'oiseau, est de 12,5 °C et le cumul annuel moyen de précipitations est de 973,2 mm,. Pour l'avenir, les paramètres climatiques de la commune estimés pour 2050 selon différents scénarios d’émission de gaz à effet de serre sont consultables sur un site dédié publié par Météo-France en novembre 2022.

### Milieux naturels et biodiversité

#### Espaces protégés
La protection réglementaire est le mode d’intervention le plus fort pour préserver des espaces naturels remarquables et leur biodiversité associée,.
La commune fait partie du parc naturel régional des Pyrénées ariégeoises, créé en 2009 et d'une superficie de 245 973 ha, qui s'étend sur 138 communes du département. Ce territoire unit les plus hauts sommets aux frontières de l’Andorre et de l’Espagne (la Pique d'Estats, le mont Valier, etc) et les plus hautes vallées des avants-monts, jusqu’aux plissements du Plantaurel.
Un  autre espace protégé est présent sur la commune : 
les « ruisseaux à écrevisses : l'Artix, le Moulicot et le Volp », objet d'un arrêté de protection de biotope, d'une superficie de 9,8 ha.

#### Zones naturelles d'intérêt écologique, faunistique et floristique
L’inventaire des zones naturelles d'intérêt écologique, faunistique et floristique (ZNIEFF) a pour objectif de réaliser une couverture des zones les plus intéressantes sur le plan écologique, essentiellement dans la perspective d’améliorer la connaissance du patrimoine naturel national et de fournir aux différents décideurs un outil d’aide à la prise en compte de l’environnement dans l’aménagement du territoire.
Trois ZNIEFF de type 1 sont recensées sur la commune :
- l'« aval du ruisseau du Baup et affluents » (106 ha), couvrant 6 communes du département[30] ;
- les « collines de l'ouest du Séronais, du Mas-d'Azil à Saint-Lizier » (7 543 ha), couvrant 11 communes du département[31],
- le « cours du Volp » (204 ha), couvrant 15 communes dont 11 dans l'Ariège et 4 dans la Haute-Garonne[32] ;

et une ZNIEFF de type 2, : 
les « coteaux de l'est du Saint-Gironnais » (15 037 ha), couvrant 18 communes du département.

Carte des ZNIEFF de type 1 et 2 à Montesquieu-Avantès.
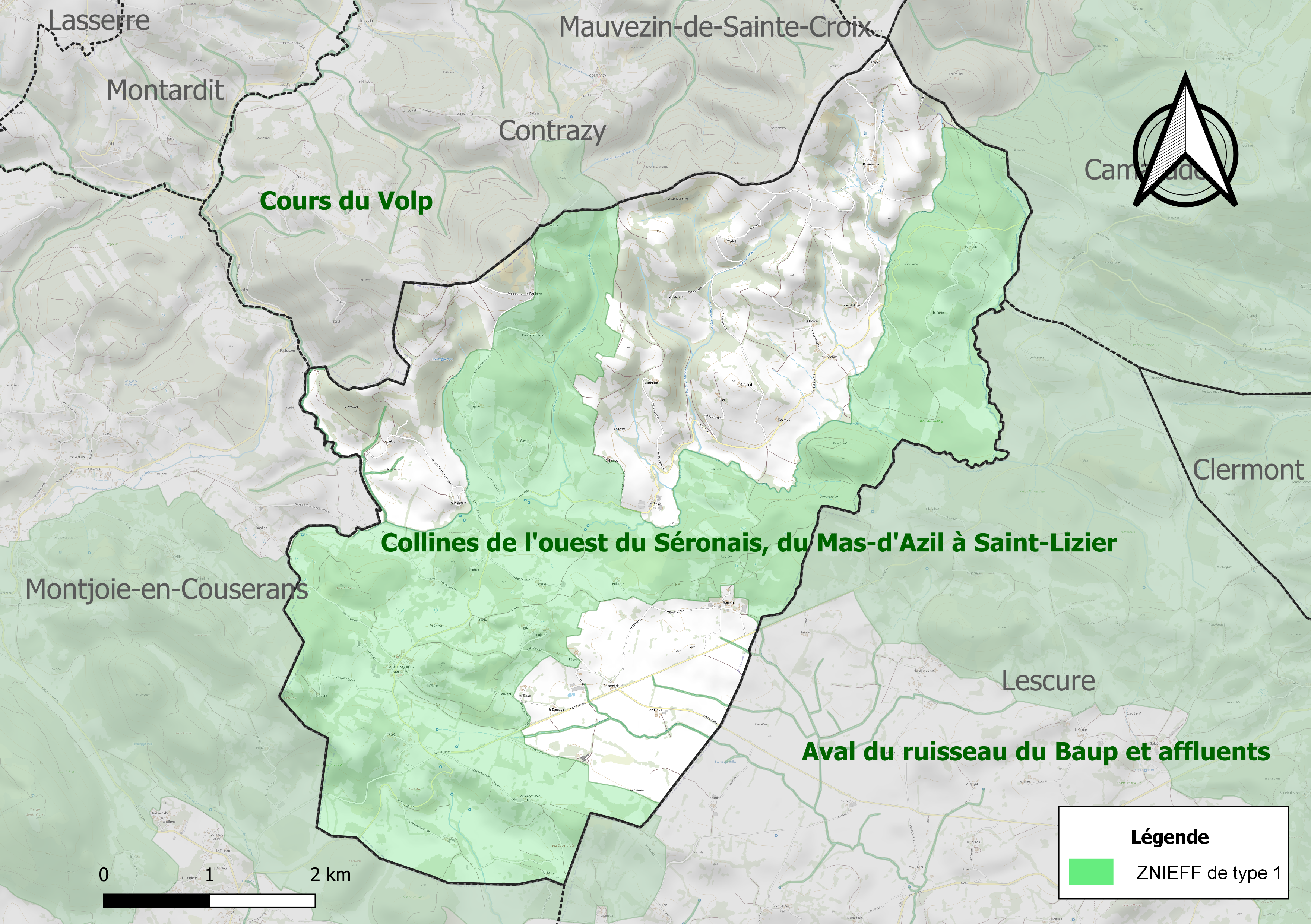
Carte des ZNIEFF de type 1 sur la commune.
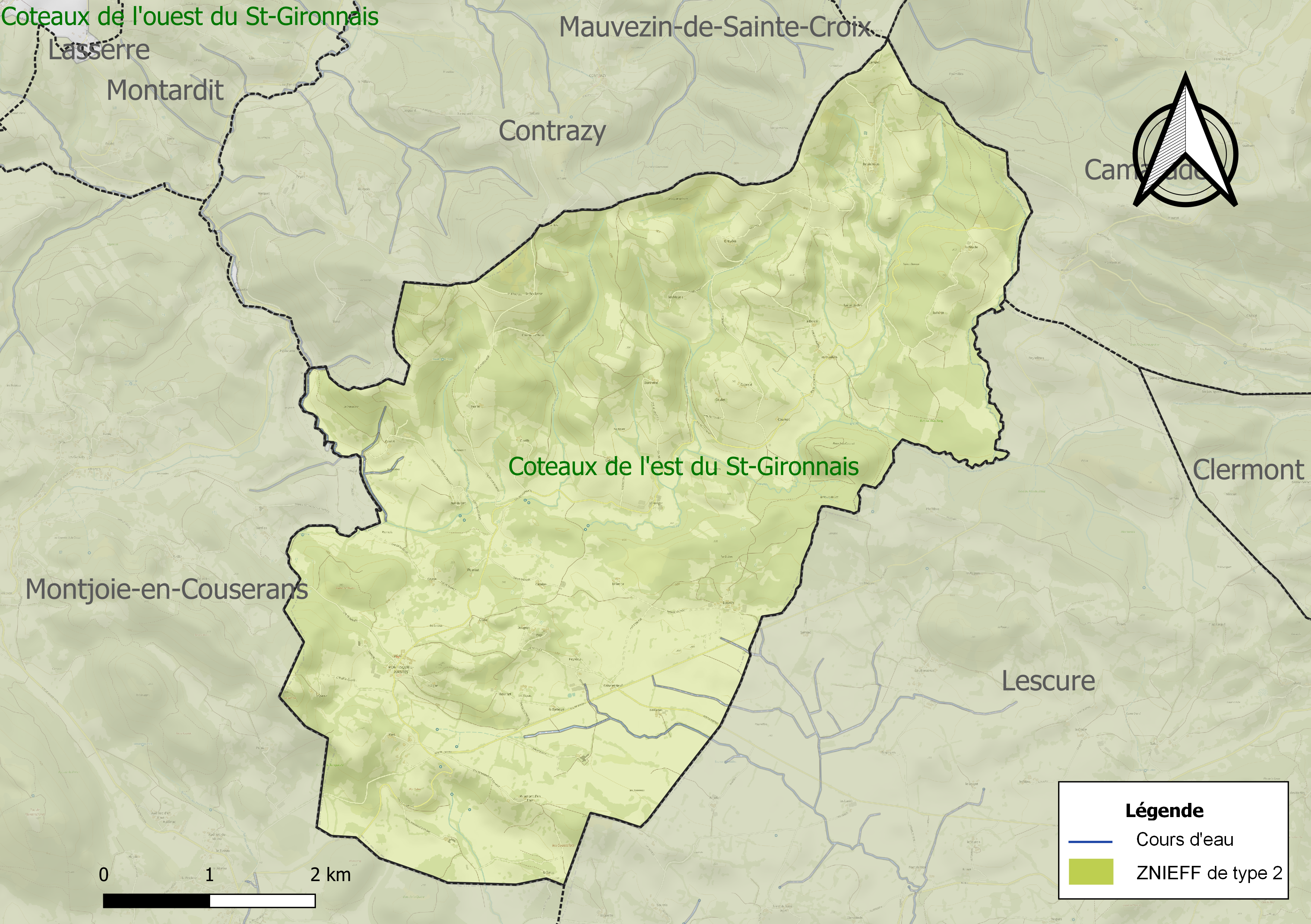
Carte de la ZNIEFF de type 2 sur la commune.

## Urbanisme

### Typologie
Au 1er janvier 2024, Montesquieu-Avantès est catégorisée commune rurale à habitat très dispersé, selon la nouvelle grille communale de densité à 7 niveaux définie par l'Insee en 2022.
Elle est située hors unité urbaine. Par ailleurs la commune fait partie de l'aire d'attraction de Saint-Girons, dont elle est une commune de la couronne,. Cette aire, qui regroupe 70 communes, est catégorisée dans les aires de moins de 50 000 habitants,.

### Occupation des sols
L'occupation des sols de la commune, telle qu'elle ressort de la base de données européenne d’occupation biophysique des sols Corine Land Cover (CLC), est marquée par l'importance des territoires agricoles (69,8 % en 2018), une proportion identique à celle de 1990 (69,8 %). La répartition détaillée en 2018 est la suivante : 
zones agricoles hétérogènes (56 %), forêts (30,2 %), prairies (13,2 %), terres arables (0,5 %). L'évolution de l’occupation des sols de la commune et de ses infrastructures peut être observée sur les différentes représentations cartographiques du territoire : la carte de Cassini (XVIIIe siècle), la carte d'état-major (1820-1866) et les cartes ou photos aériennes de l'IGN pour la période actuelle (1950 à aujourd'hui).

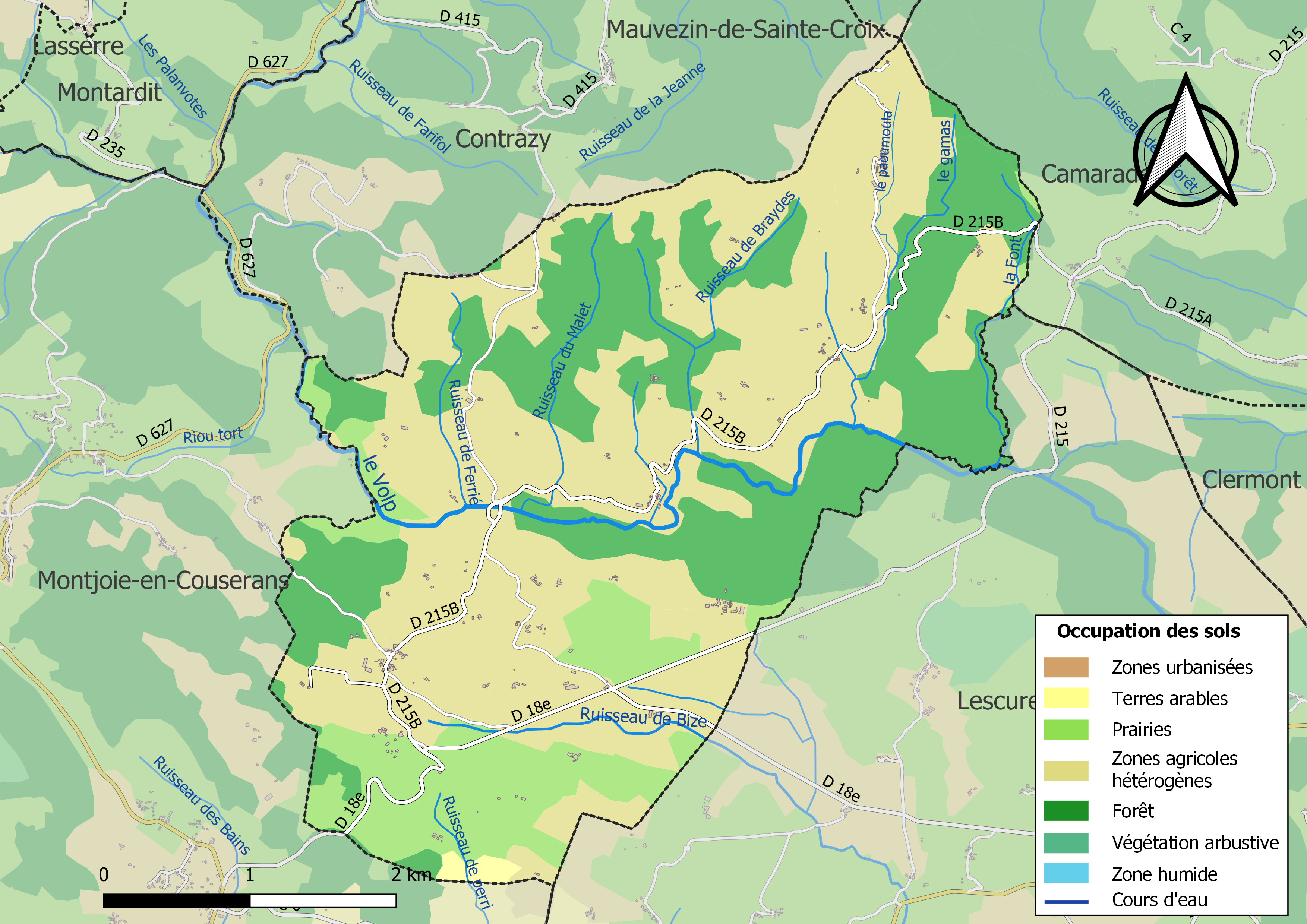
Carte des infrastructures et de l'occupation des sols de la commune en 2018 (CLC).

### Hameaux et lieux-dits
Bouynéous, Espala, Enlène, Bourch, Péré...

### Habitat et logement
En 2018, le nombre total de logements dans la commune était de 128, alors qu'il était de 133 en 2013 et de 121 en 2008.
Parmi ces logements, 80,2 % étaient des résidences principales, 11,7 % des résidences secondaires et 8 % des logements vacants. Ces logements étaient pour 93,1 % d'entre eux des maisons individuelles et pour 5,1 % des appartements.
Le tableau ci-dessous présente la typologie des logements à Montesquieu-Avantès en 2018 en comparaison avec celle de l'Ariège et de la France entière. Une caractéristique marquante du parc de logements est ainsi une proportion de résidences secondaires et logements occasionnels (11,7 %) inférieure à celle du département (24,6 %) mais supérieure à celle de la France entière (9,7 %). Concernant le statut d'occupation de ces logements, 64,8 % des habitants de la commune sont propriétaires de leur logement (67,3 % en 2013), contre 66,3 % pour l'Ariège et 57,5 % pour la France entière.
| Typologie                                               | Montesquieu-Avantès | Ariège | France entière |
| ------------------------------------------------------- | ------------------- | ------ | -------------- |
| Résidences principales (en %)                           | 80,2                | 65,7   | 82,1           |
| Résidences secondaires et logements occasionnels (en %) | 11,7                | 24,6   | 9,7            |
| Logements vacants (en %)                                | 8                   | 9,7    | 8,2            |

### Risques majeurs

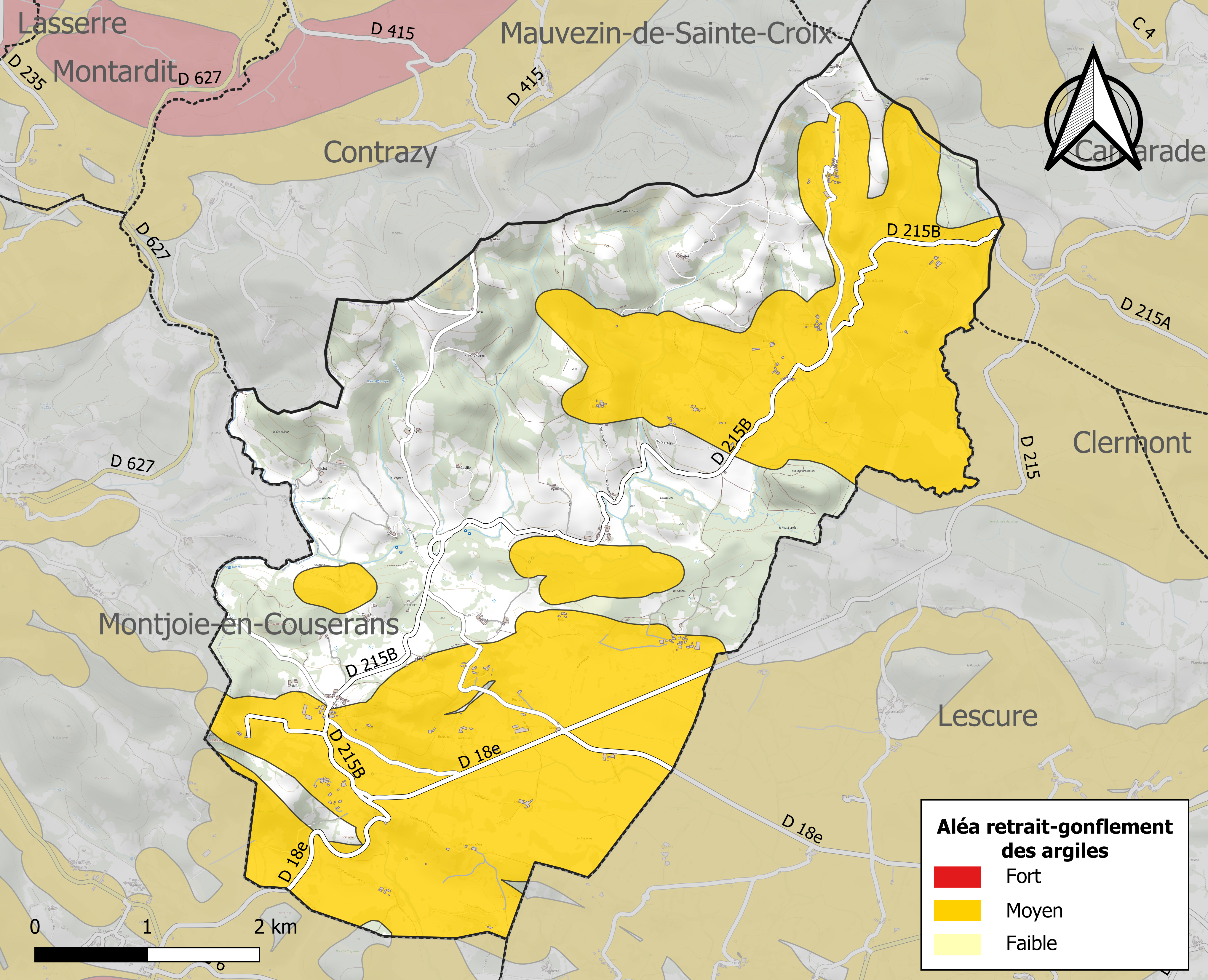
Zonage de l'aléa retrait-gonflement des argiles sur la commune de Montesquieu-Avantès.

Le territoire de la commune de Montesquieu-Avantès est vulnérable à différents aléas naturels : inondations, climatiques (grand froid ou canicule), feux de forêts, mouvements de terrains et séisme (sismicité modérée),.
Certaines parties du territoire communal sont susceptibles d’être affectées par le risque d’inondation par crue torrentielle d'un cours d'eau.
Les mouvements de terrains susceptibles de se produire sur la commune sont soit des chutes de blocs, soit des glissements de terrains, soit des effondrements liés à des cavités souterraines, soit des mouvements liés au retrait-gonflement des argiles. Près de 50 % de la superficie du département est concernée par l'aléa retrait-gonflement des argiles, dont la commune de Montesquieu-Avantès. L'inventaire national des cavités souterraines permet par ailleurs de localiser celles situées sur la commune.

## Histoire

### Préhistoire
Montesquieu-Avantès est un haut-lieu de la préhistoire en Occitanie. Creusées par la rivière, les grottes du Volp : Enlène, les Trois-Frères et le Tuc d'Audoubert ont été occupées principalement au Magdalénien (Paléolithique supérieur). Elles renferment des œuvres d'art uniques au monde comme les célèbres bisons d'argile modelés il y a 14 000 ans.
Prises en charge par Henri Begouën dès les premières découvertes archéologiques d'importance, puis à sa suite par ses descendants jusqu'à ce jour (Robert Begouën en est le conservateur en 2019), les grottes sont dans un état de conservation exceptionnel. Abritant des œuvres extrêmement fragiles, ces grottes ne sont pas ouvertes au public pour d'évidentes raisons de conservation.
Elles font l'objet d'études depuis 1976 ; les résultats pour le Tuc d'Audoubert ont été rassemblés en 2009 dans une monographie intitulée « Le Sanctuaire secret des Bisons ». En 2014 paraît un ouvrage intitulé « La Caverne des Trois-Frères », qui fait le point sur un siècle de recherches, à l'occasion du centenaire de sa découverte le 20 juillet 1914.

### Moyen-Âge
L'Avantès, qui dépendait du comte de Comminges au XIIe siècle, était la porte d'entrée du comté à l’est. Il était séparé du comté par la vicomté du Couserans côté sud et par la seigneurie de l'évêque de Saint-Lizier côté nord. Selon P.H. Billy, cette position particulière aurait donné le nom d'Avantès : ab ante, territoire situé en avant ou au levant.
Montesquieu fut une bastide fondée en 1272 à l'initiative du comte Bernard VI de Comminges.

## Politique et administration

### Découpage territorial
La commune de Montesquieu-Avantès est membre de la communauté de communes Couserans-Pyrénées, un établissement public de coopération intercommunale (EPCI) à fiscalité propre créé le 18 novembre 2016 dont le siège est à Saint-Lizier. Ce dernier est par ailleurs membre d'autres groupements intercommunaux.
Sur le plan administratif, elle est rattachée à l'arrondissement de Saint-Girons, au département de l'Ariège, en tant que circonscription administrative de l'État, et à la région Occitanie.
Sur le plan électoral, elle dépend du canton des Portes du Couserans pour l'élection des conseillers départementaux, depuis le redécoupage cantonal de 2014 entré en vigueur en 2015, et de la deuxième circonscription de l'Ariège  pour les élections législatives, depuis le redécoupage électoral de 1986.

### Administration municipale
Le nombre d'habitants au recensement de 2011 étant compris entre 100 et 499, le nombre de membres du conseil municipal pour l'élection de 2014 est de onze,.

### Liste des maires
| Période                                  | Période  | Identité        | Étiquette | Qualité                     |
| ---------------------------------------- | -------- | --------------- | --------- | --------------------------- |
| 1912                                     | 1924     | Henri Begouën   |           | Préhistorien                |
| 1924                                     | ?        | ?               |           |                             |
| mars 2001                                | 2008     | Robert Begouën  |           | Assureur                    |
| mars 2008                                | 2014     | Éliane Milhorat |           |                             |
| mars 2014                                | En cours | Jocelyne Fert   | SE        | Retraitée Fonction publique |
| Les données manquantes sont à compléter. |          |                 |           |                             |

## Population et société

### Démographie
L'évolution du nombre d'habitants est connue à travers les recensements de la population effectués dans la commune depuis 1793. Pour les communes de moins de 10 000 habitants, une enquête de recensement portant sur toute la population est réalisée tous les cinq ans, les populations de référence des années intermédiaires étant quant à elles estimées par interpolation ou extrapolation. Pour la commune, le premier recensement exhaustif entrant dans le cadre du nouveau dispositif a été réalisé en 2005.

En 2022, la commune comptait 261 habitants, en évolution de +5,67 % par rapport à 2016 (Ariège : +1,48 %, France hors Mayotte : +2,11 %).
| 1793 | 1800 | 1806 | 1821 | 1831 | 1836 | 1841 | 1846 | 1851 |
| ---- | ---- | ---- | ---- | ---- | ---- | ---- | ---- | ---- |
| 520  | 744  | 680  | 786  | 815  | 830  | 831  | 810  | 833  |

| 1856 | 1861 | 1866 | 1872 | 1876 | 1881 | 1886 | 1891 | 1896 |
| ---- | ---- | ---- | ---- | ---- | ---- | ---- | ---- | ---- |
| 772  | 743  | 734  | 733  | 734  | 712  | 662  | 642  | 634  |

| 1901 | 1906 | 1911 | 1921 | 1926 | 1931 | 1936 | 1946 | 1954 |
| ---- | ---- | ---- | ---- | ---- | ---- | ---- | ---- | ---- |
| 609  | 613  | 558  | 515  | 477  | 462  | 431  | 386  | 349  |

| 1962 | 1968 | 1975 | 1982 | 1990 | 1999 | 2005 | 2006 | 2010 |
| ---- | ---- | ---- | ---- | ---- | ---- | ---- | ---- | ---- |
| 375  | 323  | 265  | 280  | 270  | 240  | 227  | 226  | 250  |

| 2015 | 2020 | 2022 | - | - | - | - | - | - |
| ---- | ---- | ---- | - | - | - | - | - | - |
| 249  | 253  | 261  | - | - | - | - | - | - |

| selon la population municipale des années : | 1968 | 1975 | 1982 | 1990 | 1999 | 2006 | 2009 | 2013 |
| Rang de la commune dans le département      | 106  | 188  | 93   | 101  | 104  | 117  | 113  | 113  |
| Nombre de communes du département           | 340  | 328  | 330  | 332  | 332  | 332  | 332  | 332  |

### Enseignement
Montesquieu-Avantès fait partie de l'académie de Toulouse.

### Activités sportives
Randonnée pédestre, chasse,

### Écologie et recyclage
La déchetterie la plus proche se trouve à Palétès sur la commune de Saint-Girons.

## Économie

### Revenus
En 2018, la commune compte 102 ménages fiscaux, regroupant 230 personnes. La médiane du revenu disponible par unité de consommation est de 17 010 € (19 820 € dans le département).

### Emploi
| Division       | 2008  | 2013   | 2018   |
| -------------- | ----- | ------ | ------ |
| Commune        | 6,7 % | 13,7 % | 17,8 % |
| Département    | 8,9 % | 11,1 % | 11,2 % |
| France entière | 8,3 % | 10 %   | 10 %   |

En 2018, la population âgée de 15 à 64 ans s'élève à 149 personnes, parmi lesquelles on compte 77 % d'actifs (59,2 % ayant un emploi et 17,8 % de chômeurs) et 23 % d'inactifs,. En  2018, le taux de chômage communal (au sens du recensement) des 15-64 ans est supérieur à celui du département et de la France, alors qu'en 2008 la situation était inverse.
La commune fait partie de la couronne de l'aire d'attraction de Saint-Girons, du fait qu'au moins 15 % des actifs travaillent dans le pôle,. Elle compte 37 emplois en 2018, contre 32 en 2013 et 22 en 2008. Le nombre d'actifs ayant un emploi résidant dans la commune est de 94, soit un indicateur de concentration d'emploi de 39,8 % et un taux d'activité parmi les 15 ans ou plus de 57,2 %.
Sur ces 94 actifs de 15 ans ou plus ayant un emploi, 32 travaillent dans la commune, soit 34 % des habitants. Pour se rendre au travail, 82,3 % des habitants utilisent un véhicule personnel ou de fonction à quatre roues, 1 % les transports en commun, 6,2 % s'y rendent en deux-roues, à vélo ou à pied et 10,4 % n'ont pas besoin de transport (travail au domicile).

### Activités hors agriculture
20 établissements sont implantés  à Montesquieu-Avantès au 31 décembre 2019.
Le secteur de la construction est prépondérant sur la commune puisqu'il représente 30 % du nombre total d'établissements de la commune (6 sur les 20 entreprises implantées  à Montesquieu-Avantès), contre 14,2 % au niveau départemental.

### Agriculture
La commune fait partie de la petite région agricole dénommée « Région sous-pyrénéenne ». En 2010, l'orientation technico-économique de l'agriculture  sur la commune est l'élevage d'ovins et de caprins.
|                                   | 1988  | 2000 | 2010 |
| --------------------------------- | ----- | ---- | ---- |
| Exploitations                     | 33    | 20   | 19   |
| Superficie agricole utilisée (ha) | 1 090 | 1192 | 1078 |

Le nombre d'exploitations agricoles en activité et ayant leur siège dans la commune est passé de 33 lors du recensement agricole de 1988 à 20 en 2000 puis à 19 en 2010, soit une baisse de 42 % en 22 ans. Le même mouvement est observé à l'échelle du département qui a perdu pendant cette période 48 % de ses exploitations. La surface agricole utilisée sur la commune a également diminué, passant de 1 090 ha en 1988 à 1 078 ha en 2010. Parallèlement la surface agricole utilisée moyenne par exploitation a augmenté, passant de 33 à 57 ha.

## Culture locale et patrimoine

### Patrimoine environnemental
Montesquieu-Avantès est concerné par quatre zones naturelles d'intérêt écologique, faunistique et floristique (ZNIEFF) :
La ZNIEFF continentale de type 1 du « Cours du Volp » (soit 204,62 ha hectares en linéaire de cours d'eau et leurs berges), commence à 560 m en aval de la résurgence du Volp (donc de la grotte du Tuc d'Audoubert). Elle concerne 15 communes dont Montesquieu et vise principalement la protection de l'habitat de la loutre d'Europe, espèce protégée en France depuis 1981 et qui regagne lentement du territoire dans le bassin de la Garonne.
La ZNIEFF continentale de type 1 des « Collines de l'ouest du Séronais, du Mas-d'Azil à Saint-Lizier », soit 7 543,21 ha, concerne 11 communes dont Montesquieu et vise la grande diversité en faune et flore de ce piémont calcaire, avec plusieurs espèces protégées en France.
La ZNIEFF continentale de type 1 de l'« Aval du ruisseau du Baup et affluents », soit 106,91 ha hectares sur environ 15 km du cours du Baup, concerne 6 communes dont Montesquieu et vise le Desman des Pyrénées.
La ZNIEFF continentale de type 2 des « Coteaux de l'est du St-Gironnais », soit 15 037,8 ha, concerne 18 communes dont Montesquieu. Elle englobe la ZNIEFF des « Collines de l'ouest du Séronais, du Mas-d'Azil à Saint-Lizier » et vise une mosaïque de milieux diversifiées dont de nombreuses petites zones intéressantes pour la biodiversité, ainsi qu'une dizaine d'espèces de chauves-souris protégées en France et quelques autres espèces animales également protégées.

### Patrimoine culturel
- Grotte des Trois-Frères (fermée aux visites pour des raisons de conservation)
- Grotte du Tuc d'Audoubert (fermée aux visites pour des raisons de conservation)
- Grotte d'Enlène (fermée aux visites pour des raisons de conservation)
- Complexe du castéras (ancien castrum avec le château en son centre)
- Château de Pujol
- Château des Espas
- Château de La Quère
- Château de Carrère
- Château de Trespouech
- Château de Miramont
- Église Saint-Étienne.

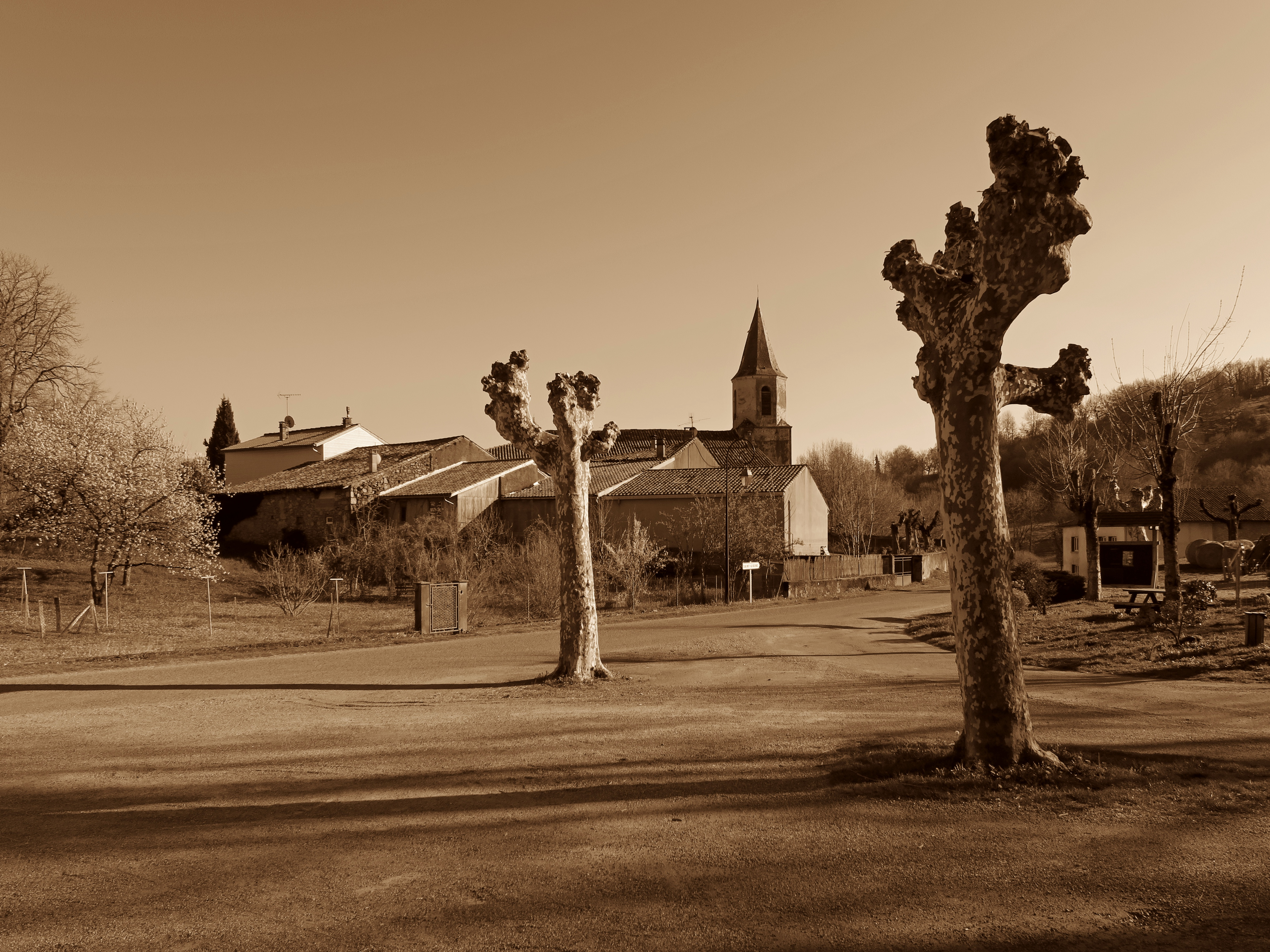
La place du village avec vue sur l'église
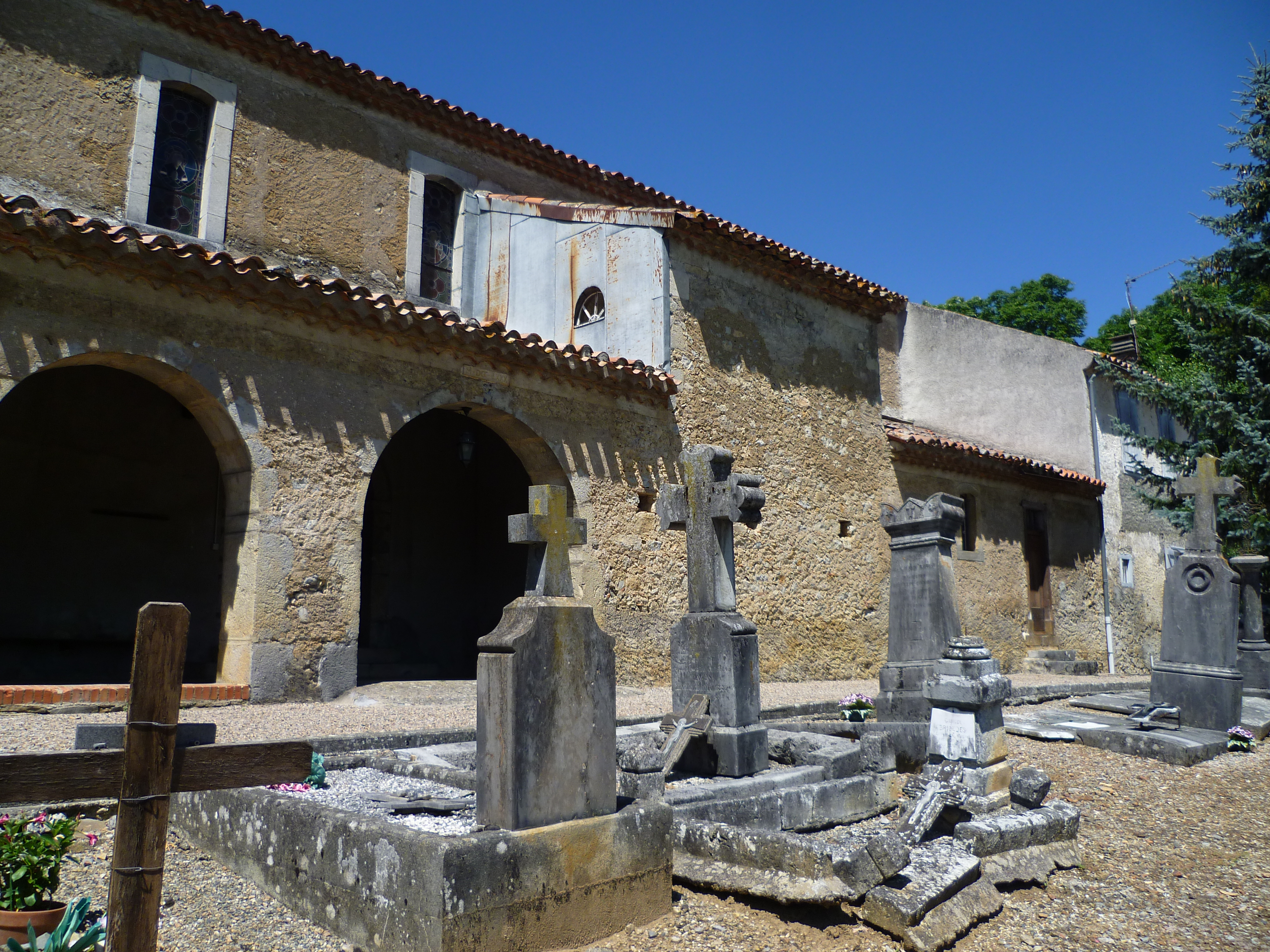
Le cimetière et l'église Saint-Étienne
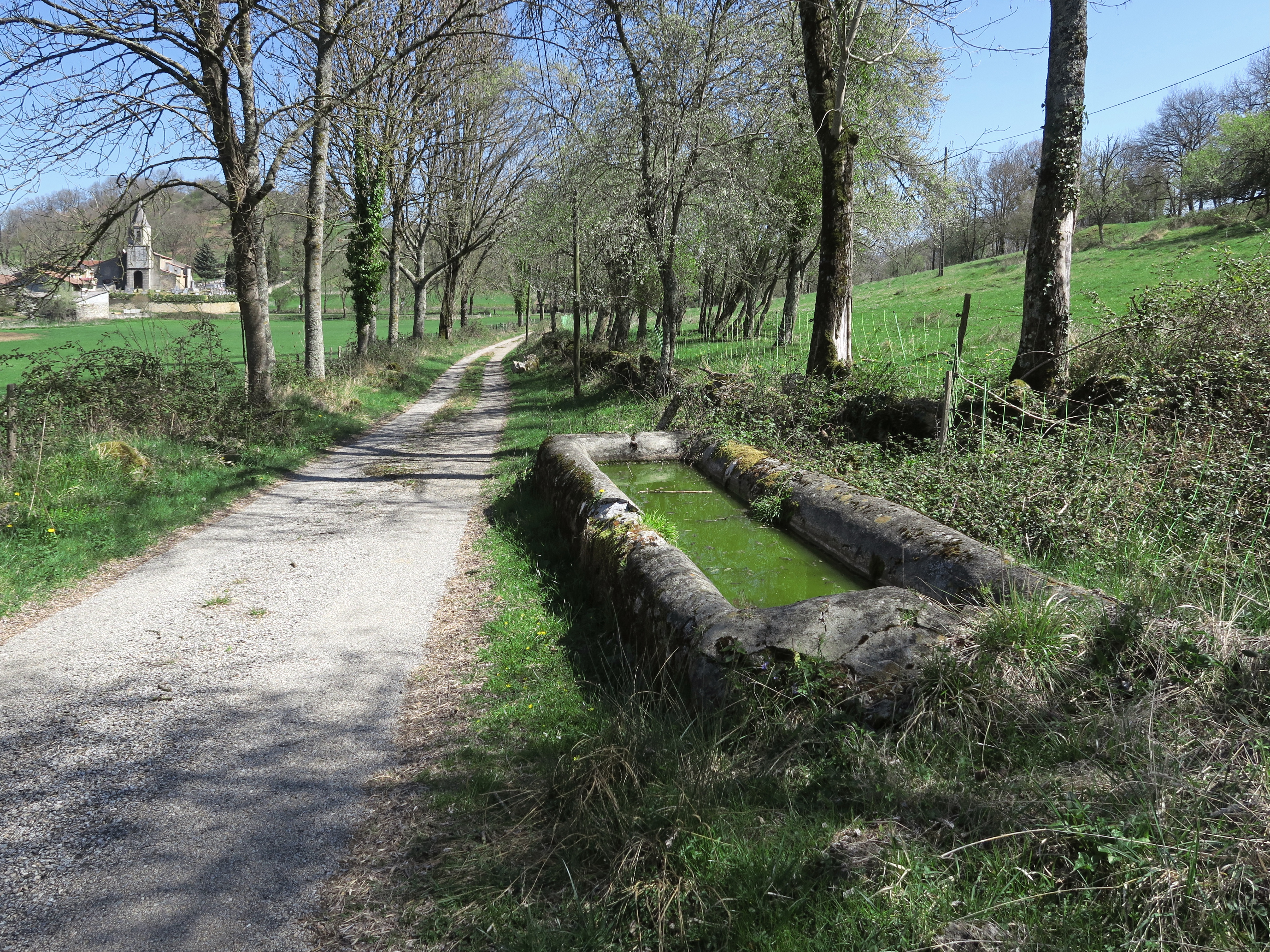
Chemin de la Quère avec un abreuvoir sur la droite
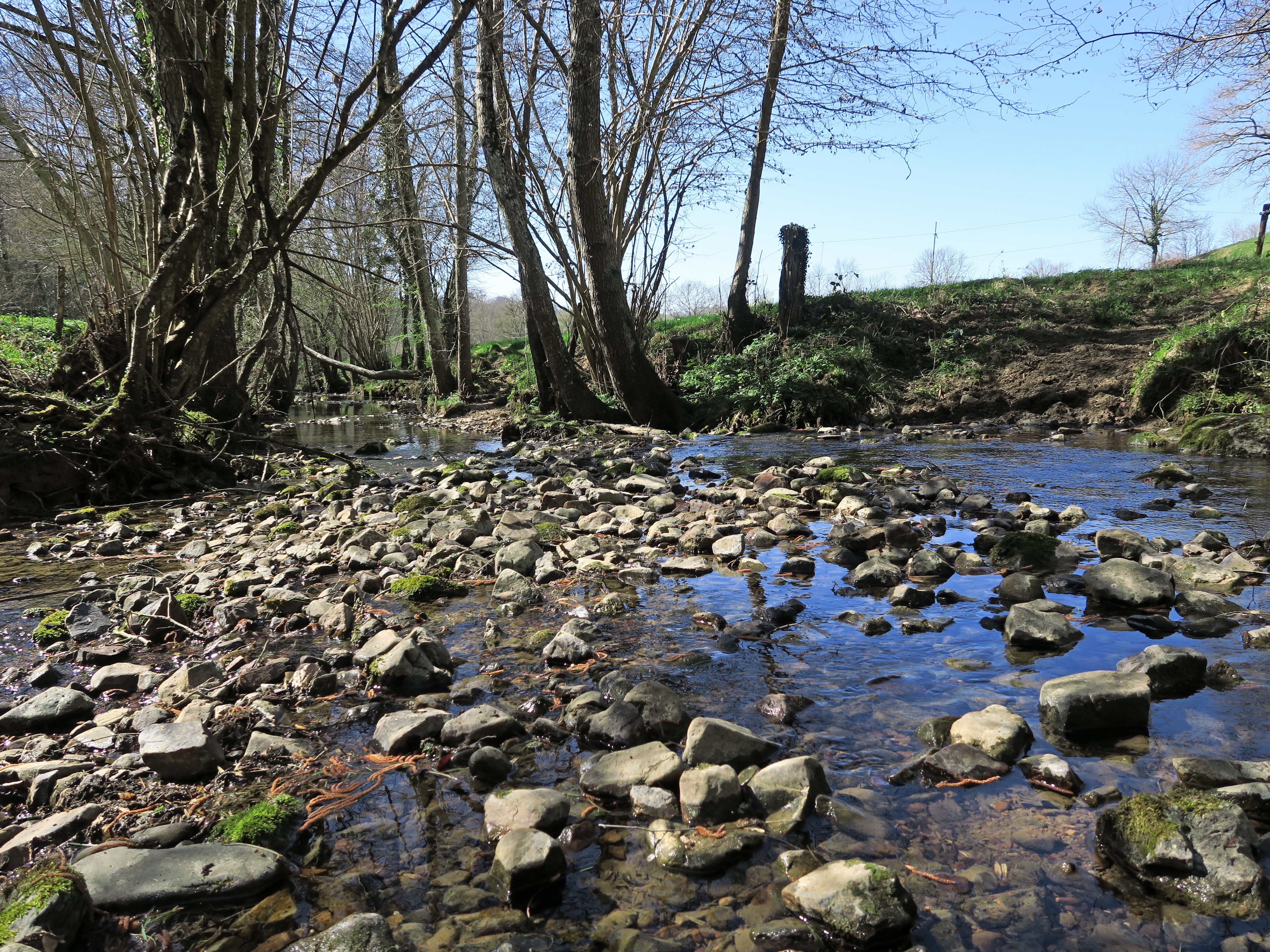
Le Volp peu après sa résurgence à Audoubert.
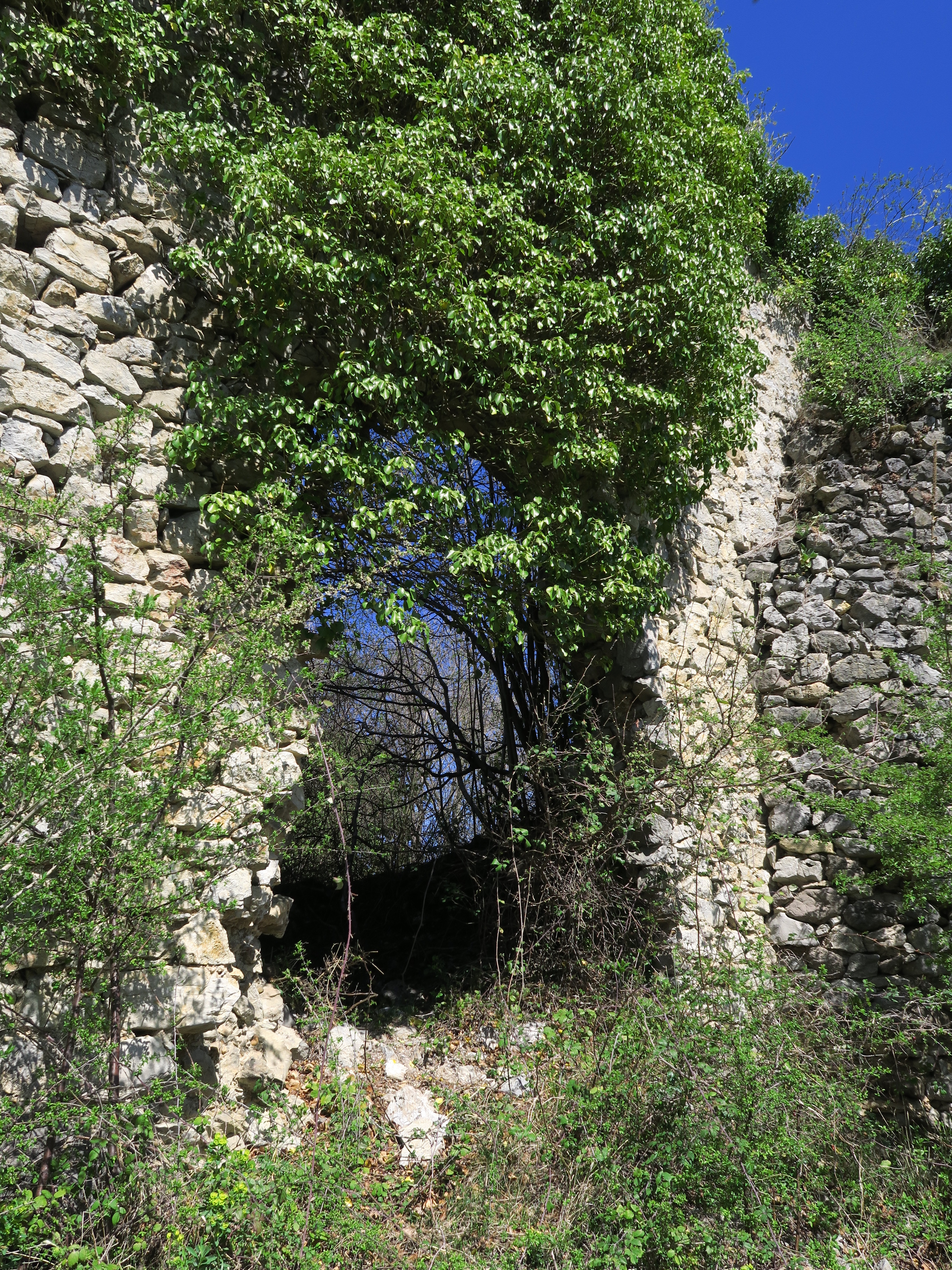
Ruines du Castéras.

### Personnalités liées à la commune
- Henri Begouën (1863-1956), préhistorien, ancien maire